# Provincia di Binh Dinh
Binh Dinh (vietnamita: Bình Định) è una provincia del Vietnam, della regione di Nam Trung Bo. Occupa una superficie di 6.066.4 km² e ha una popolazione di 1.504.300 abitanti.
La capitale provinciale è Quy Nhơn.

## Distretti
Di questa provincia fanno parte una municipalità autonoma (Quy Nhơn) e i distretti di:
- An Lão
- An Nhơn
- Hoài Ân
- Hoài Nhơn
- Phù Cát
- Phù Mỹ
- Tuy Phước
- Tây Sơn
- Vân Canh
- Vĩnh Thạnh